# Euphoria (album d'Enrique Iglesias)
Pour les articles homonymes, voir Euphoria.
Albums de Enrique Iglesias
Insomniac
(2007)
Euphoria est le 9e album du chanteur espagnol Enrique Iglesias sorti le 5 juillet 2010 et contenant huit chansons en anglais et six en espagnol dont I Like It et Heartbeat, les duos avec Pitbull et Nicole Scherzinger. Il s'agit de son premier album mélangeant à la fois des chansons en anglais et en espagnol. 

## Liste des titres
- I Like It (avec Pitbull)
- One Day At A Time (avec Akon)
- Heartbeat (avec Nicole Scherzinger) ou avec Sunidhi Chauhan
- Dirty Dancer (avec Usher et Lil Wayne)
- Why Not Me ?
- No Me Digas Que No (avec Wisin y Yandel)
- Ayer
- Cuando Me Enamoro (avec Juan Luis Guerra)
- Dile Que
- Tu Y Yo
- Heartbreaker
- Coming Home
- Everything's Gonna Be Alright
- No Me Digas Que No